# Серга (притока Варзуге)
Серга (рус. Серга) река је у Русији која протиче преко источних делова Мурманске области, односно њеног Кољског полуострва. Лева је притока реке Варзуге, у коју се улива на 36. километру њеног тока узводно од ушћа, и део басена Белог мора. Укупна дужина водотока је 38 km, док је површина сливног подручја око 844 km². Свој ток започиње као отока језера Сергозеро.
На реци Серги се налази више од 50 брзака, а недалеко од ушћа и водопад. Карактерише је нивални режим храњења, протиче преко пошумљене и доста замочварене територије. На њеним обалама нема насеља.
Значајно је мрестилиште атлантског лососа.